# Långe Jan
Långe Jan is een vuurtoren op de zuidpunt van het Zweedse eiland Öland.
De toren werd in 1785 gebouwd. Waarschijnlijk is gebruikgemaakt van Russische krijgsgevangenen.
Tijdens de zomer is de toren toegankelijk voor toeristen.